# نیروگاه هسته‌ای جینشان
نیروگاه هسته‌ای جینشان (به لاتین: Jinshan Nuclear Power Plant) یک نیروگاه هسته‌ای در تایوان است که در Shimen District واقع شده‌است.